# Sexy.Honey.Bunny!/タカラノイシ
「Sexy.Honey.Bunny!/タカラノイシ」（セクシー・ハニー・バニー!/タカラノイシ）はV6の38枚目のシングル。2011年8月24日にavex traxから発売。

## 概要
前作から約1年ぶりのリリース。形態は初回限定Bunny盤（CD+DVD）、初回限定Honey盤（CD+DVD）、通常盤（CDのみ）の3形態。
V6のシングルとしては初めてパート割りが歌詞カードに表記された。

## チャート成績
オリコン週間シングルチャートではAKB48の「フライングゲット」に阻まれ1位を逃したが、2位を獲得した。V6がシングルで1位を逃すのは2008年5月発売の「蝶」以来5作ぶりとなった。

## 収録曲

### CD
※「Mission of Love」以降、通常盤のみ収録
1. Sexy.Honey.Bunny! [4:13]
作詞：西寺郷太(NONA REEVES)
作曲・編曲：corin.
  - 井ノ原快彦出演 テレビ朝日系ドラマ『新・警視庁捜査一課9係 season3』主題歌
2. タカラノイシ [3:58]
作詞：KOMU
作曲：飯岡隆志
編曲：CHOKKAKU
  - 「早稲田アカデミー」CMソング
3. Mission of Love [4:13]
作詞：Mio Aoyama
作曲・編曲：Yosuke Nimbari
  - TBS系『ミッションV6』テーマソング
4. WALK [4:58]
作詞：松本素生 (GOING UNDER GROUND)
作曲・編曲：HIKARI
ストリングス編曲：浜渦正志
5. Sexy.Honey.Bunny!（Instrumental）
6. タカラノイシ（Instrumental）
7. Mission of love（Instrumental）
8. WALK（Instrumental)

### DVD

#### 初回限定Honey盤
1. 『Sexy.Honey.Bunny!』MUSIC VIDEO
2. 『Sexy.Honey.Bunny!』振りつけ映像
3. メンバーによる打ち上げ、盛り上がり方実戦映像

#### 初回限定Bunny盤
1. 全国6都市へメンバーが1人でプロモーションへ!まさかの場所にも出没!? 知られざる宣伝活動映像

## 収録アルバム
- 『Oh! My! Goodness!』（#1）
- 『SUPER Very best』（#1）
- 『Very6 BEST』（#1-2-4）
  - #2は あなたのお名前入りスペシャルBOX盤のみ収録。
  - #4は あなたのお名前入りスペシャルBOX盤のみ収録。

## テレビ出演
Sexy.Honey.Bunny!
- 『ザ少年倶楽部プレミアム』（2011年8月26日、NHK BSプレミアム）

WALK
- 『ザ少年倶楽部プレミアム』（2011年8月26日、NHK BSプレミアム）
テレビ初披露